# Navab Nassirshalal
Navab Nassirshalal (in persiano نواب نصیرشلال‎; Ahvaz, 1º aprile 1989) è un sollevatore iraniano, vincitore della medaglia d'oro a Londra 2012 nella categoria fino a 105 Kg..

## Palmarès
- Giochi olimpici

2012 - Londra: oro nella categoria fino a 105 kg.
- Campionati asiatici di sollevamento pesi

2009 - Taldykorgan: bronzo nella categoria fino a 94 kg.